# Микелето Кореля
Микелето Кореля (на испански: Micheletto Corella) е испански кондотиер и професионален убиец на служба при Чезаре Борджия.
От ранно детство е в близки отношения с Чезаре Борджия, впоследствие приятелството им продължава по време на обучението им в университета в Пиза.
На 23 декември 1499 г. Чезаре го назначава за управител на завладения от него град Форли в Северна Италия. Писателят Рафаел Сабатини га описва в романа си „Животът на Чезаре Борджия“ (1912): „Фанатично предан на господаря си, капитан де Кореля бил не по-малко строг с войниците си отколкото самия херцог, и нямало причина за безпокойство относно сигурността на тила“.
Кореля изпълнява ролята на палач на Чезаре Борджия и отстранява неудобни за него лица. Така на 18 август 1500 г. удушава в Рим Алфонсо Арагонски, втория съпруг на Лукреция Борджия, сестрата на Чезаре.
От 1503 г. нататък обаче положението на Борджия става нестабилно. Същата година попада в плен и е затворен първоначално във Флоренция, а след това в Рим, като е измъчван и разпитван, но тайните на Борджия не издава. Освободен е с посредничеството на папа Юлий II през 1505 г.
Убит е през януари 1508 г. в Милано от селянин, но истинският поръчител на убийството остава неразкрит.